# 다카라즈카 가극단 91기생
다카라즈카 가극단 91기생은 2003년 4월에 다카라즈카 음악학교에 입학, 2005년 3월에 다카라즈카 가극단에 입단한 47명을 가리킨다.

## 개요
2003년 음악학교 수험자 수 1020명, 합격자 50명, 경쟁률 20.4:1 이었다.
초무대의 연목은 하나구미 공연 「마라케쉬ㆍ붉은 묘비／엔터 더 레뷰」이다.
2005년 5월 11일자로 조배속이 이루어졌다.
| 신인공연      | 바우홀        | 동상공연      | 전국투어      | 에트와르        | 조장 (부조장)   |
| ------------- | ------------- | ------------- | ------------- | --------------- | --------------- |
| 오오토리 마유 | 스미키 사야토 | 마나카 아유   | 오토하 미노리 | 텐쥬 미츠키     | 토마 카즈키     |
| 스미키 사야토 | 마나카 아유   | 오토하 미노리 |               | 시라유키 사치카 | 시라유키 사치카 |
| 시몬 유리야   | 오토하 미노리 | 노노 스미카   |               | 마나카 아유     |                 |
| 마나카 아유   | 노노 스미카   |               |               | 코노하나 이오리 |                 |
| 오토하 미노리 |               |               |               | 유우카 리코     |                 |
| 키토리 마리야 |               |               |               | 하나사토 마나   |                 |
| 후지사키 에리 |               |               |               |                 |                 |
| 노노 스미카   |               |               |               |                 |                 |

## 주요 학생

### OG
- 마나카 아유 : 전 유키구미 톱여역
- 노노 스미카 : 전 소라구미 톱여역
- 오오토리 마유 : 전 하나구미 남역
- 스미키 사야토 : 전 소라구미 남역
- 키토리 마리야 : 전 호시구미 여역
- 오토하 미노리 : 전 호시구미 여역
- 후지사키 에리 : 전 소라구미 여역

### 현역
- 시몬 유리야 : 전과 남역

## 일람
| 예명            | 생일      | 출생지                    | 출신 학교                     | 예명의 유래                                                                 | 애칭                          | 역할 | 퇴단년도 | 비고                                                 |
| --------------- | --------- | ------------------------- | ----------------------------- | --------------------------------------------------------------------------- | ----------------------------- | ---- | -------- | ---------------------------------------------------- |
| 天寿光希        | 9월 10일  | 아키타현 아키타시         | 세이레이여자단기대학 부속고교 |                                                                             | 밋키-, 카갓치, 밋쿠           | 남역 | 2022년   |                                                      |
| 텐쥬 미츠키     | 9월 10일  | 아키타현 아키타시         | 세이레이여자단기대학 부속고교 |                                                                             | 밋키-, 카갓치, 밋쿠           | 남역 | 2022년   |                                                      |
| 紫門ゆりや      | 12월 28일 | 아이치현 나고야시         | 메이토고교                    |                                                                             | 유리야, 시몬, 유리            | 남역 |          |                                                      |
| 시몬 유리야     | 12월 28일 | 아이치현 나고야시         | 메이토고교                    |                                                                             | 유리야, 시몬, 유리            | 남역 |          |                                                      |
| 野々すみ花      | 2월 27일  | 교토부                    | 성모학원고교                  | 많은 사람들의 지혜를 빌림                                                   | 스미카                        | 여역 | 2012년   |                                                      |
| 노노 스미카     | 2월 27일  | 교토부                    | 성모학원고교                  | 많은 사람들의 지혜를 빌림                                                   | 스미카                        | 여역 | 2012년   |                                                      |
| 愛加あゆ        | 10월 18일 | 토야마현 토야마시         | 분쿄구립제7중학               |                                                                             | 아윳치, 아유                  | 여역 | 2014년   | 언니 유메사키 네네 (89)                              |
| 마나카 아유     | 10월 18일 | 토야마현 토야마시         | 분쿄구립제7중학               |                                                                             | 아윳치, 아유                  | 여역 | 2014년   | 언니 유메사키 네네 (89)                              |
| 藤咲えり        | 3월 20일  | 효고현 아시야시           | 코난여자고교                  |                                                                             | 에리                          | 여역 | 2012년   | 동생 쿠죠 아스 (94)                                  |
| 후지사키 에리   | 3월 20일  | 효고현 아시야시           | 코난여자고교                  |                                                                             | 에리                          | 여역 | 2012년   | 동생 쿠죠 아스 (94)                                  |
| 花里まな        | 3월 18일  | 치바현 인바군             | 현립나리타세이료고교          |                                                                             | 아이코                        | 여역 | 2015년   |                                                      |
| 하나사토 마나   | 3월 18일  | 치바현 인바군             | 현립나리타세이료고교          |                                                                             | 아이코                        | 여역 | 2015년   |                                                      |
| 優香りこ        | 2월 5일   | 교토부 교토시             | 토카이대학부속 교세이고교     |                                                                             | 리코리코, 유우유, 유우        | 여역 | 2014년   |                                                      |
| 유우카 리코     | 2월 5일   | 교토부 교토시             | 토카이대학부속 교세이고교     |                                                                             | 리코리코, 유우유, 유우        | 여역 | 2014년   |                                                      |
| 麗百愛          | 1월 11일  | 오사카부 오사카시         | 오사카테즈카야마가쿠인        |                                                                             | 모에, 오쿠, 우라랑            | 여역 | 2009년   |                                                      |
| 우라라 모에     | 1월 11일  | 오사카부 오사카시         | 오사카테즈카야마가쿠인        |                                                                             | 모에, 오쿠, 우라랑            | 여역 | 2009년   |                                                      |
| 白姫あかり      | 5월 12일  | 오사카부 오사카시         | 쿠스노키카게중학              |                                                                             | 아카리, 미키                  | 여역 | 2019년   |                                                      |
| 시라키 아카리   | 5월 12일  | 오사카부 오사카시         | 쿠스노키카게중학              |                                                                             | 아카리, 미키                  | 여역 | 2019년   |                                                      |
| 此花いの莉      | 7월 22일  | 카나가와현 요코야마시     | 다이츠마나카노고교            | 본명에서 일부 따옴                                                          | 코노미                        | 여역 | 2015년   |                                                      |
| 코노하나 이노리 | 7월 22일  | 카나가와현 요코야마시     | 다이츠마나카노고교            | 본명에서 일부 따옴                                                          | 코노미                        | 여역 | 2015년   |                                                      |
| 大輝真琴        | 8월 7일   | 효고현 이타미시           | 코바야시성심여자학원중학      |                                                                             | 마이오, 마이케루, Mako        | 남역 | 2024년   |                                                      |
| 오오키 마코토   | 8월 7일   | 효고현 이타미시           | 코바야시성심여자학원중학      |                                                                             | 마이오, 마이케루, Mako        | 남역 | 2024년   |                                                      |
| 白雪さち花      | 2월 22일  | 홋카이도 삿포로시         | 삿포로키요타고교              |                                                                             | 사치카, 삿칭                  | 여역 |          | 동생 하쿠토 세이라 (104)                             |
| 시라유키 사치카 | 2월 22일  | 홋카이도 삿포로시         | 삿포로키요타고교              |                                                                             | 사치카, 삿칭                  | 여역 |          | 동생 하쿠토 세이라 (104)                             |
| 貴千碧          | 11월 25일 | 오사카부 오사카시         | 코시엔가쿠인고교              |                                                                             | 망, 노보루                    | 남역 | 2017년   |                                                      |
| 타카치 아오     | 11월 25일 | 오사카부 오사카시         | 코시엔가쿠인고교              |                                                                             | 망, 노보루                    | 남역 | 2017년   |                                                      |
| 冴輝ちはや      | 2월 13일  | 후쿠오카현 후쿠오카시     | 시립죠코중학                  |                                                                             | 모-, 리-                      | 남역 | 2009년   | 현재 모리 나나코 (森なな子)라는 이름으로 활동 중     |
| 사에키 치하야   | 2월 13일  | 후쿠오카현 후쿠오카시     | 시립죠코중학                  |                                                                             | 모-, 리-                      | 남역 | 2009년   | 현재 모리 나나코 (森なな子)라는 이름으로 활동 중     |
| 稀鳥まりや      | 8월 11일  | 도쿄도 미나토구           | 성심인터내셔널스쿨            | 본명 「돈키호테」                                                           | 마리야, 모나코                | 여역 | 2012년   |                                                      |
| 키토리 마리야   | 8월 11일  | 도쿄도 미나토구           | 성심인터내셔널스쿨            | 본명 「돈키호테」                                                           | 마리야, 모나코                | 여역 | 2012년   |                                                      |
| 天玲美音        | 12월 8일  | 시즈오카현 하마마츠시     | 하마마츠학예고교              |                                                                             | 텐, 레이, TEN                 | 남역 | 2016년   |                                                      |
| 텐레이 미온     | 12월 8일  | 시즈오카현 하마마츠시     | 하마마츠학예고교              |                                                                             | 텐, 레이, TEN                 | 남역 | 2016년   |                                                      |
| 澄輝さやと      | 11월 24일 | 효고현 고베시             | 고베쇼인고교                  |                                                                             | 앗키-                         | 남역 | 2019년   |                                                      |
| 스미키 사야토   | 11월 24일 | 효고현 고베시             | 고베쇼인고교                  |                                                                             | 앗키-                         | 남역 | 2019년   |                                                      |
| 鳳真由          | 4월 26일  | 도쿄도 코다이라시         | 묘죠고교                      |                                                                             | 후지P, 마요마요, 마요         | 남역 | 2016년   |                                                      |
| 오오토리 마유   | 4월 26일  | 도쿄도 코다이라시         | 묘죠고교                      |                                                                             | 후지P, 마요마요, 마요         | 남역 | 2016년   |                                                      |
| 咲希あかね      | 3월 21일  | 도쿄도 카츠시카구         | 도립죠토고교                  |                                                                             | 미호링, 츄-, 미호             | 여역 | 2017년   |                                                      |
| 사키 아카네     | 3월 21일  | 도쿄도 카츠시카구         | 도립죠토고교                  |                                                                             | 미호링, 츄-, 미호             | 여역 | 2017년   |                                                      |
| 綾瀬あきな      | 11월 16일 | 도쿄도 무사시노시         | 도립코가네이키타고교          |                                                                             | 에비, 에비                    | 여역 | 2021년   |                                                      |
| 아야세 아키나   | 11월 16일 | 도쿄도 무사시노시         | 도립코가네이키타고교          |                                                                             | 에비, 에비                    | 여역 | 2021년   |                                                      |
| あうら真輝      | 2월 1일   | 이시카와현 카나자와시     | 호쿠리쿠가쿠인고교            | 라틴어 「영혼의 빛」                                                        | 아우, 라쿤, 마키              | 남역 | 2006년   |                                                      |
| 아우라 마키     | 2월 1일   | 이시카와현 카나자와시     | 호쿠리쿠가쿠인고교            | 라틴어 「영혼의 빛」                                                        | 아우, 라쿤, 마키              | 남역 | 2006년   |                                                      |
| 花蝶しほ        | 10월 12일 | 아이치현 나고야시         | 시립시오지중학                |                                                                             | 시호                          | 여역 | 2014년   |                                                      |
| 카쵸 시호       | 10월 12일 | 아이치현 나고야시         | 시립시오지중학                |                                                                             | 시호                          | 여역 | 2014년   |                                                      |
| 透真かずき      | 12월 17일 | 도쿄도 아다치구           | 도쿄죠가쿠칸고교              | 「어떤 색에도 물드는 수명성과 곧은 마음을 잊지않겠다」 라는 결의가 담겨있음 | 리-, 샤                       | 남역 |          |                                                      |
| 토마 카즈키     | 12월 17일 | 도쿄도 아다치구           | 도쿄죠가쿠칸고교              | 「어떤 색에도 물드는 수명성과 곧은 마음을 잊지않겠다」 라는 결의가 담겨있음 | 리-, 샤                       | 남역 |          |                                                      |
| 笹良える        | 5월 16일  | 오사카부 스이타구         | 오사카세이케이여자고교        |                                                                             | 이쿠코, 이쿠, 에루            | 여역 | 2010년   | 키세 미라노 (91)와 쌍둥이                            |
| 사사라 에루     | 5월 16일  | 오사카부 스이타구         | 오사카세이케이여자고교        |                                                                             | 이쿠코, 이쿠, 에루            | 여역 | 2010년   | 키세 미라노 (91)와 쌍둥이                            |
| 舞花くるみ      | 4월 24일  | 오키나와현 나하시         | 쿄난고교                      |                                                                             | 쿠루밍, 쿠루탄                | 남역 | 2013년   | 후에 여역으로 전환                                   |
| 마이카 쿠루미   | 4월 24일  | 오키나와현 나하시         | 쿄난고교                      |                                                                             | 쿠루밍, 쿠루탄                | 남역 | 2013년   | 후에 여역으로 전환                                   |
| 有瀬そう        | 10워 3일  | 효고현 니시노미야시       | 시립니시노미야고교            |                                                                             | 사부, 사부코                  | 남역 | 2016년   |                                                      |
| 아리세 소우     | 10워 3일  | 효고현 니시노미야시       | 시립니시노미야고교            |                                                                             | 사부, 사부코                  | 남역 | 2016년   |                                                      |
| 花峰千春        | 9월 27일  | 도쿄도 이타바시구         | 일본여자대학부속고교          |                                                                             | 무라                          | 남역 | 2010년   |                                                      |
| 하나미네 치하루 | 9월 27일  | 도쿄도 이타바시구         | 일본여자대학부속고교          |                                                                             | 무라                          | 남역 | 2010년   |                                                      |
| 花菜響子        | 5월 13일  | 효고현 다카라즈카시       | 현립다카라즈카키타고교        |                                                                             | 쿄우                          | 여역 | 2007년   |                                                      |
| 카나 쿄우코     | 5월 13일  | 효고현 다카라즈카시       | 현립다카라즈카키타고교        |                                                                             | 쿄우                          | 여역 | 2007년   |                                                      |
| 音波みのり      | 11월 29일 | 카나가와현 요코하마시     | 야쿠모가쿠엔고교              |                                                                             | 미노리, 하루코                | 여역 | 2022년   |                                                      |
| 오토하 미노리   | 11월 29일 | 카나가와현 요코하마시     | 야쿠모가쿠엔고교              |                                                                             | 미노리, 하루코                | 여역 | 2022년   |                                                      |
| 希世みらの      | 5월 16일  | 오사카부 스이타시         | 오사카세이케이여자고교        |                                                                             | 야스코, 얏쨩, 미라노          | 여역 | 2011년   | 사시라 에루 (91)와 쌍둥이                            |
| 키세 미라노     | 5월 16일  | 오사카부 스이타시         | 오사카세이케이여자고교        |                                                                             | 야스코, 얏쨩, 미라노          | 여역 | 2011년   | 사시라 에루 (91)와 쌍둥이                            |
| 雛月乙葉        | 12월 26일 | 오사카부 하비키노시       | 죠세이가쿠엔고교              |                                                                             | 히나오, 토하, 아야노          | 여역 | 2015년   |                                                      |
| 히나즈키 오토하 | 12월 26일 | 오사카부 하비키노시       | 죠세이가쿠엔고교              |                                                                             | 히나오, 토하, 아야노          | 여역 | 2015년   |                                                      |
| 春花きらら      | 3월 21일  | 치바현 모바라시           | 코지마치가쿠엔여자고교        |                                                                             | 키라라, 마이코                | 여역 | 2014년   |                                                      |
| 하루하나 키라라 | 3월 21일  | 치바현 모바라시           | 코지마치가쿠엔여자고교        |                                                                             | 키라라, 마이코                | 여역 | 2014년   |                                                      |
| 愛水せれ奈      | 4월 19일  | 도쿄도 시나가와구         | 도쿄죠가쿠칸고교              |                                                                             | 아이리, 세레나~, 데           | 여역 | 2017년   |                                                      |
| 아이미 세레나   | 4월 19일  | 도쿄도 시나가와구         | 도쿄죠가쿠칸고교              |                                                                             | 아이리, 세레나~, 데           | 여역 | 2017년   |                                                      |
| 千寿はる        | 1월 17일  | 치바현 인자이시           | 현립아비코고교                |                                                                             | 카즈나, 캇피                  | 남역 | 2013년   |                                                      |
| 센쥬 하루       | 1월 17일  | 치바현 인자이시           | 현립아비코고교                |                                                                             | 카즈나, 캇피                  | 남역 | 2013년   |                                                      |
| 春咲ころん      | 1월 8일   | 도쿄도 니시도쿄시         | 다이츠마중학                  | 초봄의 꽃의 향기를 이미지함                                                 | 오시오, 코롱                  | 여역 | 2008년   |                                                      |
| 하루사키 코론   | 1월 8일   | 도쿄도 니시도쿄시         | 다이츠마중학                  | 초봄의 꽃의 향기를 이미지함                                                 | 오시오, 코롱                  | 여역 | 2008년   |                                                      |
| 詩風翠          | 7월 21일  | 토쿠시마현 이타노군       | 현립토쿠시마키타고교          |                                                                             | 나우, 바우루                  | 남역 | 2012년   |                                                      |
| 우타카제 스이   | 7월 21일  | 토쿠시마현 이타노군       | 현립토쿠시마키타고교          |                                                                             | 나우, 바우루                  | 남역 | 2012년   |                                                      |
| 紫咲大佳        | 5월 17일  | 이바라키현 츠쿠바미라이시 | 쵸립이나중학                  |                                                                             | 캬오캬오                      | 남역 | 2008년   |                                                      |
| 시자키 히로카   | 5월 17일  | 이바라키현 츠쿠바미라이시 | 쵸립이나중학                  |                                                                             | 캬오캬오                      | 남역 | 2008년   |                                                      |
| 央雅光希        | 10월 16일 | 이시카와현 하쿠산시       | 이시카와현립공업고교          |                                                                             | 타지                          | 남역 | 2016년   |                                                      |
| 오우가 미츠키   | 10월 16일 | 이시카와현 하쿠산시       | 이시카와현립공업고교          |                                                                             | 타지                          | 남역 | 2016년   |                                                      |
| 白渚すず        | 4월 4일   | 도쿄도 신주쿠구           | 다이츠마고교                  |                                                                             | 마미, PEKO, 마미, 스즛페      | 여역 | 2014년   | 동생 사쿠라네 레이 (94)                              |
| 시라나기 스즈   | 4월 4일   | 도쿄도 신주쿠구           | 다이츠마고교                  |                                                                             | 마미, PEKO, 마미, 스즛페      | 여역 | 2014년   | 동생 사쿠라네 레이 (94)                              |
| 輝良まさと      | 7월 3일   | 카나가와현 요코하마시     | 카가나와현립쇼인고교          |                                                                             | 하마, 마사토                  | 남역 | 2012년   |                                                      |
| 키라 마사토     | 7월 3일   | 카나가와현 요코하마시     | 카가나와현립쇼인고교          |                                                                             | 하마, 마사토                  | 남역 | 2012년   |                                                      |
| 琴城まなか      | 9월 21일  | 효고현 히메지시           | 켄메이죠시가쿠인고교          |                                                                             | 마나카, 리에                  | 여역 | 2009년   |                                                      |
| 코토시로 마나카 | 9월 21일  | 효고현 히메지시           | 켄메이죠시가쿠인고교          |                                                                             | 마나카, 리에                  | 여역 | 2009년   |                                                      |
| 華那みかり      | 2월 27일  | 효고현 다카라즈카시       | 효고현립다카라즈카고교        |                                                                             | 미카리, 미카링                | 여역 | 2012년   |                                                      |
| 카나 미카리     | 2월 27일  | 효고현 다카라즈카시       | 효고현립다카라즈카고교        |                                                                             | 미카리, 미카링                | 여역 | 2012년   |                                                      |
| 篁祐希          | 5월 28일  | 카나가와현 사가미하라시   | 사가미여자대학 고등부         |                                                                             | 논코, 논쨩                    | 남역 | 2012년   |                                                      |
| 타카무라 유우키 | 5월 28일  | 카나가와현 사가미하라시   | 사가미여자대학 고등부         |                                                                             | 논코, 논쨩                    | 남역 | 2012년   |                                                      |
| 真吹みのり      | 1월 9일   | 오사카부 오사카시         | 호쿠리쿠고교                  |                                                                             | 미노리, 아이코, 미노링, 붓키- | 남역 | 2011년   |                                                      |
| 마사부키 미노리 | 1월 9일   | 오사카부 오사카시         | 호쿠리쿠고교                  |                                                                             | 미노리, 아이코, 미노링, 붓키- | 남역 | 2011년   |                                                      |
| 颯舞音桜        | 5월 12일  | 카나가와현 요코하마시     | 요코하마시립오카타다시중학    |                                                                             | 네오, 마나미                  | 남역 | 2009년   | 퇴단 후, 나가에 마나미 (長江愛美)로 개명해서 활동 중 |
| 소마 네오       | 5월 12일  | 카나가와현 요코하마시     | 요코하마시립오카타다시중학    |                                                                             | 네오, 마나미                  | 남역 | 2009년   | 퇴단 후, 나가에 마나미 (長江愛美)로 개명해서 활동 중 |
| 真月咲          | 11월 16일 | 니이가타현 죠에츠시       | 죠에츠교육대학부속중학        |                                                                             | 사쿠쨩, 사쿠타로              | 남역 | 2013년   |                                                      |
| 신게츠 사쿠     | 11월 16일 | 니이가타현 죠에츠시       | 죠에츠교육대학부속중학        |                                                                             | 사쿠쨩, 사쿠타로              | 남역 | 2013년   |                                                      |
| 彩咲めい        | 3월 25일  | 오사카부 토요나카구       | 바이카고교                    |                                                                             | 메이                          | 여역 | 2012년   |                                                      |
| 아야사키 메이   | 3월 25일  | 오사카부 토요나카구       | 바이카고교                    |                                                                             | 메이                          | 여역 | 2012년   |                                                      |